# Sint-Theresiakerk (Wetteren)

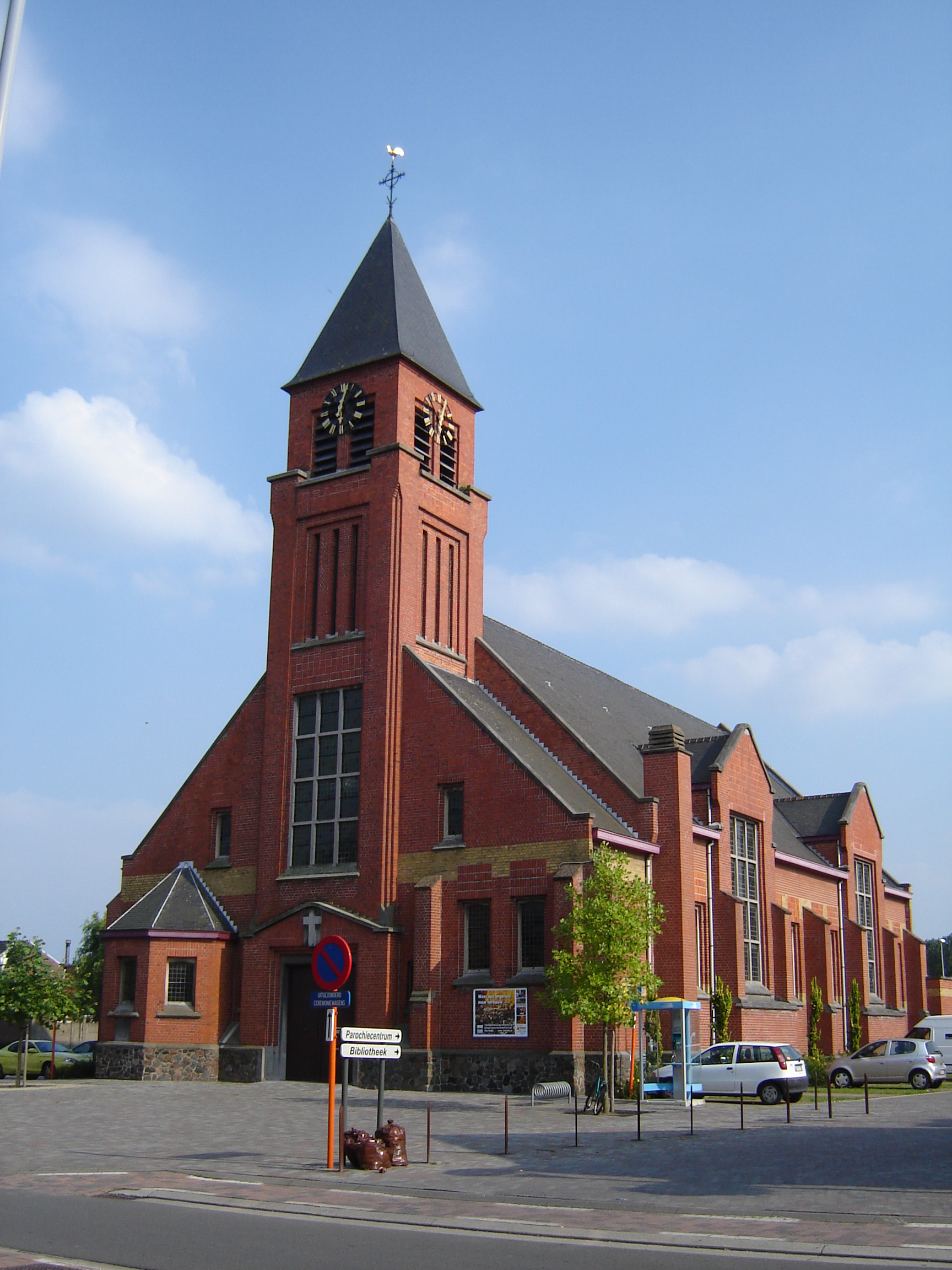
Sint-Theresiakerk

De Sint-Theresiakerk is een parochiekerk in de tot de Oost-Vlaamse plaats Wetteren behorende wijk Overbeke, gelegen aan de Gentsesteenweg.

## Geschiedenis
Nadat in deze arbeiderswijk een nieuwe parochie was opgericht werd in 1928-1929 een kerk gebouwd. Deze kerk werd ontworpen door Nicolaas van Campenhout. De kerk heeft enige stijlkenmerken van art deco. Het interieur werd ontworpen door Adrien Bressers.

## Gebouw
Het betreft een eenbeukige kerk waarvan het interieur door een hoog tongewelf wordt overkluisd. De op het zuiden georiënteerde kerk heeft een ingebouwde noordtoren op vierkante plattegrond. Het kerkmeubilair stamt uit de jaren '30 van de 20e eeuw.